# Nonna Mayer

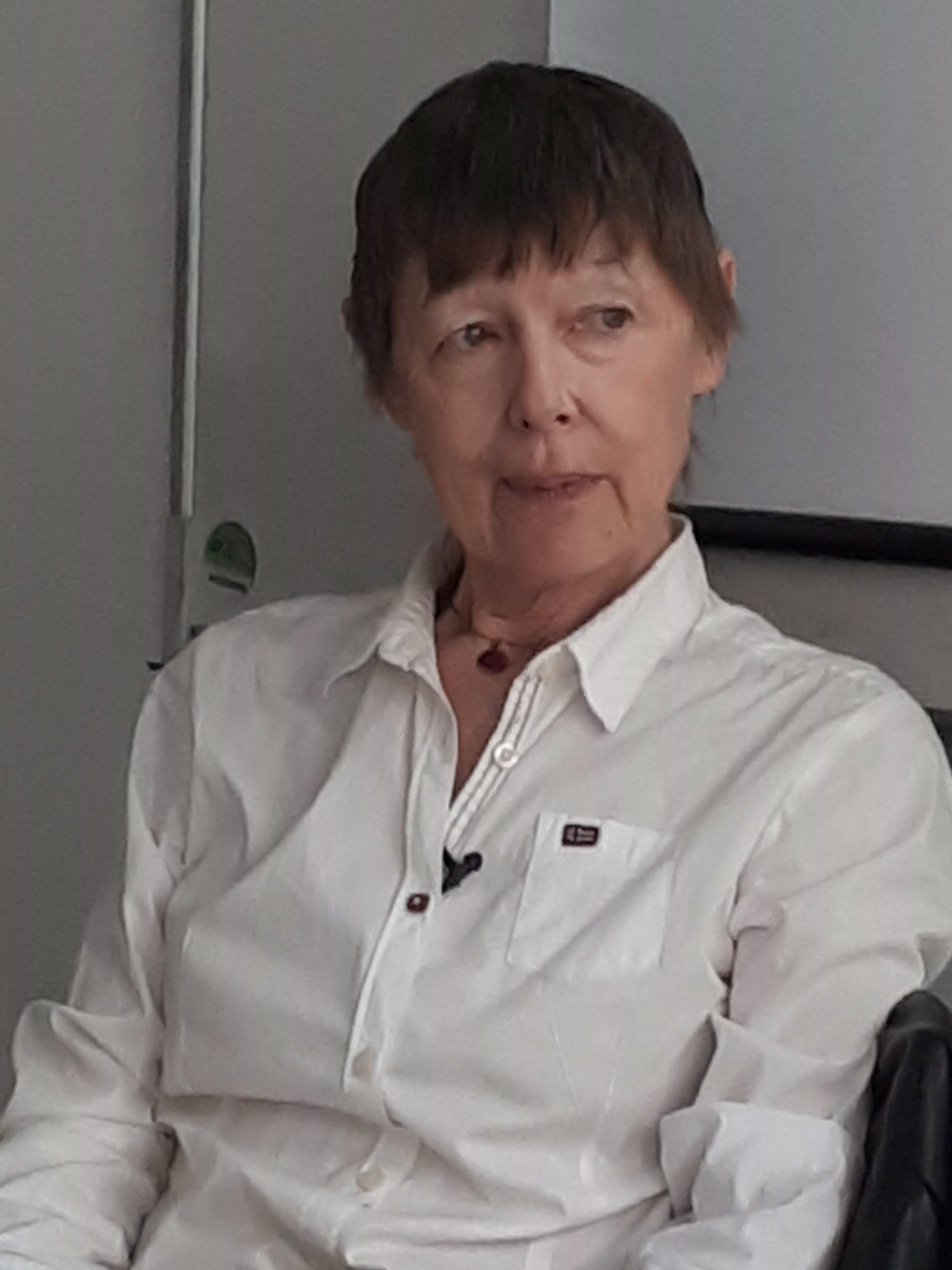
Nonna Mayer, 2019

Nonna Mayer (* 25. März 1948 in Neuilly-sur-Seine) ist eine französische Politikwissenschaftlerin und Forscherin in der Politikwissenschaft. Sie ist Forschungsdirektorin im CNRS und Spezialistin für Wahlsoziologie und rechtsextreme Bewegungen in Frankreich. Von 2005 bis 2016 war sie Präsidentin der Association Française de Science Politique.

## Leben
Mayer erwarb zunächst 1965 ein BacPhil. Sie studierte ab 1966 Öffentliches Recht an der Universität Paris-Nanterre (Licence en droit public 1969), am Pariser Institut für Rechtsvergleichung (Diplôme 1970) und der Universität Panthéon-Assas (DES) sowie Politikwissenschaften am Institut d’études politiques de Paris (Diplôme 1971 und Doctorat d'Etat 1984). Von 1971 bis 1973 war sie am Cycle supérieur d'Etudes Politiques der Fondation nationale des sciences politiques tätig.
Von 1974 bis 2008 wirkte sie am CNRS-CEVIPOF, danach wurde sie Forschungsprofessorin am CNRS-CEE. 1988 wurde sie Forschungsdirektorin. Von 1999 bis 2005 war sie verantwortlich für das Masterprogramm Politische Soziologie. Von 1991 bis 2007 war sie zudem Gastprofessorin am Stanford University Overseas Program in Paris. Mayers Forschungsschwerpunkte sind: Einstellungs- und Verhaltensforschung, Rassismus, Antisemitismus, Rechtsextremismus und Soziale Unsicherheit.
1994 begründete sie mit Olivier Fillieule die Forschergruppe GERMM (Groupe d’études et de recherche de l’Association française de science politique sur les mutations du militantisme). Seit 2005 ist sie Vorsitzende der Association française de science politique (AFSP) und koordiniert dort ein Projekt im Bereich Wahlforschung. Sie ist Mitglied der American Political Science Association.
Sie ist u. a. Reihenherausgeberin von  Contester (Presses de Sciences Po) und veröffentlichte mehrere Bücher u. a. zum Front National.

## Auszeichnungen
- 2000: Ehrendoktorwürde der Université Libre de Bruxelles

## Schriften (Auswahl)
- Ces Français qui votent Le Pen (2002)
- mit Bert Klandermans (Hrsg.): Extreme right activists in Europe: through the magnifying glass (2009)
- mit Bertrand Hervieu, Pierre Muller, P. Purseigle, Jacques Rémy (Hrsg.): Les mondes agricoles en politique: De la fin des paysans au retour de la question agricole (2010)
- Sociologie des comportements politiques (2010)
- mit Céline Braconnier (Hrsg.): Les inaudibles Sociologie politique des précaires (2015)